# حثل عضلي عيني بلعومي
الحثل العضلي العيني البلعومي، هو شكل نادر من الحثل العضلي تبدأ أعراضه بالظهور بعمر 40- 50 عام. يورث هذا المرض العصبي عبر الوراثة الجسدية السائدة أو المتنحية، ولكن تعتبر الوراثة الجسدية السائدة أشيع. يعني ذلك أن ظهور المرض يتطلب وجود نسخة واحدة فقط من الجين المتحور في كل خلية. في حال كان أحد الوالدين مصابًا، يكون احتمال وراثة الأطفال للجين الطافر 50٪.
تعتبر الوراثة الجسدية السائدة أشيع، ولكنه قد يورث في حالات نادرة بصفة متنحية؛ أي يتطلب ظهور المرض وجود نسختين من الجين المتحور في كل خلية. في حال الوراثة المتنحية، يكون الوالدان حاملين للجين المتحور، ولكنهما لا يعانيان من أي أعراض أو علامات تشير للمرض. تحتوي طفرة PABPN1 على تكرار GCG ثلاثي النوكليوتيد في النهاية 5' من منطقة الترميز. يؤدي امتداد هذا التكرار إلى الحثل العضلي العيني البلعومي الموروث بصفة جسدية سائدة.

## العلامات والأعراض
تتضمن أعراض الحثل العضلي العيني البلعومي وعلاماته ما يلي:
- تدلي الجفن.
- ضعف عضلات العين الخارجية.
- عسر البلع.
- ذات الرئة الاستنشاقية (مضاعفات).
- ضعف أطراف داني.

تعتبر الأعراض والعلامات آنفة الذكر أشيع الموجودات المشاهدة، ولكن قد يعاني بعض المرضى في حالات نادرة من أعراض تشمل الجهاز العصبي المحيطي، وهذا يتماشى مع الانخفاض الكبير في عدد الألياف المغمدة بالميالين.
يكون الحثل العضلي شديدًا في الحالات متماثلة الزيجوت، كما تبدأ أعراضه بالظهور في سن باكرة مقارنةً بالحالات متخالفة الزيجوت.

## التشخيص
يشخص الحثل العضلي العيني البلعومي عبر الخزعة العضلية أو عبر سحب عينة دموية يجرى عليها اختبار جيني يتحرى امتداد الثلاثية GCG ضمن الجين PABPN1. يجرى الاختبار الجيني عادةً لتشخيص المرض أكثر من الخزعة. يجب التمييز بين الحثل العضلي العيني البلعومي والوهن العضلي الوبيل أو الاعتلال العضلي الميتوكوندري، لأنها تدخل ضمن التشخيص التفريقي لهذه الحالة.

## العلاج
لا يوجد حاليًا علاج شافي أو نوعي لأعراض المرض كما لا يوجد علاج يحد من تطوره. قد يساعد اتباع نظام غذائي معين بمساعدة اختصاصي تغذية إضافةً إلى التمارين التي يحددها اختصاصي النطق في علاج الأعراض الخفيفة لعسر البلع. قد تساعد المداخلات الجراحية في العلاج المؤقت لبعض الموجودات كتدلي الجفن وعسر البلع مثلًا. يلجأ الأطباء لقطع إحدى عضلات الحلق داخليًا عبر عملية تسمى بضع العضلة الحلقية البلعومية لتخفيف الحالات الشديدة من عسرة البلع. ومع ذلك، تكون فائدة هذه العلاجات مؤقتة في معظم الحالات. لا يوجد حاليًا أي علاج متوفر لتدبير ضعف العضلات الداني. يحتاج العديد من المصابين بضعف العضلات الداني إلى استخدام أجهزة مساعدة كالعصي أو المشدات أو الكراسي المتحركة مثلًا. تترافق العمليات الجراحية المستخدمة في تخفيف أعراض هذا المرض بمخاطر عديدة حالها حال العمليات الجراحية الأخرى. يصاب مرضى الحثل العضلي العيني البلعومي بسوء التغذية ويفقدون كمية كبيرة من الوزن مع اشتداد حدة عسر البلع، كما يصابون بالتجفاف ويعانون من ذات الرئة الاستنشاقية المتكررة. يكون الأخيران سبب الوفاة في معظم الحالات.

## علم الأوبئة
سجلت حالات مصابة بالمرض في 5 قارات (30 دولة)، لكنه يبدو شائعًا بين الكنديين الفرنسيين بمعدل فرد مصاب من كل 1000 (1: 1000). يصيب الحثل العضلي العيني البلعومي الذكور والإناث بشكل متساوي. سجلت حالات مصابة بالمرض في أوروبا (فرنسا) وبين اليهود الأشكناز والأمريكيين الإسبان.